# Simon Morzé
Simon Morzé (* 1996 in Wien) ist ein österreichischer Schauspieler.

## Leben
Simon Morzé wurde als Sohn der Schauspielerin Petra Morzé und des Schauspielers Stefan Matousch geboren. Nach dem Besuch eines Gymnasiums legte er 2016 die Matura ab.
Sein Filmdebüt gab er 2006 im Fernsehfilm Die Entscheidung von Regisseur Nikolaus Leytner. Seit 2009 ist er als Jan Schnell, Sohn der Kommissarin Angelika Schnell, in der ORF-Fernsehserie Schnell ermittelt zu sehen. 2016 stand er für die fünfte Staffel der Serie vor der Kamera. Im Rahmen der Romyverleihung 2018 wurde er dafür in der Kategorie Bester Nachwuchs männlich nominiert.
2010 wirkte er in Ein Monat auf dem Lande am Theater in der Josefstadt mit. Im Rahmen der Romyverleihung 2016 wurde er für seine Darstellung in Einer von uns als bester Nachwuchsschauspieler nominiert. Im Oktober und November 2017 stand er unter der Regie von Nikolaus Leytner als Franz Huchel für die Verfilmung des Romanes Der Trafikant vor der Kamera. Am Theater Bronski & Grünberg feierte er im Februar 2018 als Ottokar in Kleist – Familie Schroffenstein an der Seite von Sophie Stockinger als Agnes Premiere.
2022 war er im Historiendrama Der Fuchs von Adrian Goiginger als Soldat Franz Streitberger zu sehen. Für seine Darstellung wurde er mit dem Nachwuchs-Schauspiel-Preis des Bayerischen Filmpreises und dem Deutschen Filmpreis ausgezeichnet und für den Österreichischen Filmpreis 2023 als Bester männlicher Darsteller nominiert. Im ORF-Landkrimi Schnee von gestern aus Osttirol bildete er mit Marlene Hauser das Ermittlerduo.

## Filmografie (Auswahl)
- 2006: Die Entscheidung (Fernsehfilm, Regie: Nikolaus Leytner)
- 2007: Das Traumhotel – Afrika (Fernsehfilm)
- 2008: SOKO Kitzbühel – Schreckliche Wahrheit (Fernsehserie)
- 2009: Annas zweite Chance (Fernsehfilm, Regie: Karsten Wichniarz)
- seit 2009: Schnell ermittelt (Fernsehserie)
- 2011: Glücksbringer (Fernsehfilm, Regie: Jörg Grünler)
- 2011: SOKO Donau – Flächenbrand (Fernsehserie)
- 2012: Hannas Entscheidung (Fernsehfilm)
- 2013: SOKO Kitzbühel – Sniper (Fernsehserie)
- 2014: Die Toten vom Bodensee (Fernsehreihe)
- 2014: Boys Like Us (Regie: Patric Chiha)
- 2014: Die Freischwimmerin (Fernsehfilm)
- 2014: Die Steintaler – von wegen Homo sapiens (Fernsehserie)
- 2014: Die Detektive – Oh, Baby (Fernsehserie)
- 2014: Universum History (Fernsehdokumentation) – Prinz Eugen und das Osmanische Reich
- 2015: Einer von uns (Kinofilm)
- 2015: SOKO Donau – Alles wird gut (Fernsehserie)
- 2016: Die Stille danach (Fernsehfilm)
- 2018: L’Animale (Kinofilm)
- 2018: Der Trafikant (Kinofilm)
- 2019: SOKO Donau – Graues Leben (Fernsehserie)
- 2021: Landkrimi – Steirerrausch (Fernsehreihe)
- 2022: Der Fuchs
- 2024: SOKO Linz – Unter Schock (Fernsehserie)
- 2024: Landkrimi: Schnee von gestern (Fernsehreihe)
- 2024: Die Liesl von der Post – Klapperstorch (Fernsehreihe)
- 2025: Tatort: Messer (Fernsehreihe)

## Auszeichnungen und Nominierungen
- Romyverleihung 2016 – Nominierung in der Kategorie Bester Nachwuchsschauspieler für Einer von uns
- Romyverleihung 2018 – Nominierung in der Kategorie Bester Nachwuchs männlich für Schnell ermittelt
- Diagonale 2018 – Schauspielpreis für das gesamte Ensemble von L’Animale[15]
- New Faces Award 2019 – Nominierung in der Kategorie Bester Nachwuchsschauspieler für Der Trafikant[16]
- Österreichischer Filmpreis 2023 – Nominierung in der Kategorie Bester männlicher Darsteller für Der Fuchs[12]
- Bayerischer Filmpreis 2022 – Auszeichnung mit dem Nachwuchs-Schauspiel-Preis für Der Fuchs[13]
- Deutscher Filmpreis 2024 – Beste männliche Hauptrolle für Der Fuchs[17][18]